# Via d'Azeglio
La Via Massimo d'Azeglio est une rue du centre historique de Bologne, reliant la Piazza Maggiore à la Porta San Mamolo. La rue est dédiée au marquis Massimo d'Azeglio, homme politique, patriote et peintre italien.

## Histoire
L'emplacement de la rue, adjacente à la Piazza Maggiore, l'a toujours placée au cœur de la vie sociale, économique et politique de la ville. Depuis le Moyen Âge, le tronçon de route allant de Porta San Mamolo à Via Farini portait le nom de Via San Mamolo, tandis que le tronçon restant, correspondant à celui actuellement piétonnier, était appelé Via dicta Platea Major. Le 24 janvier 1866, le Conseil municipal approuva la proposition de nommer la rue du nom du marquis Massimo Taparelli d'Azeglio, gendre d'Alessandro Manzoni et commissaire de la région Romagne.
Plusieurs bâtiments historiques donnent sur cette rue, notamment le Palazzo Bevilacqua, le Palazzo Marsigli, l'ancien hôpital des Innocents, l'ancien couvent de San Procolo. La Via d'Azeglio est également connue parce que le chanteur Lucio Dalla y a vécu de nombreuses années, et c'est ici, dans sa résidence, que se trouve la Fondation qui porte son nom.